# Seleukeia
Il Thema di Seleucia (in greco θέμα Σελευκείας?, thema Seleukeias) è stato uno dei themata dell'Impero bizantino situato nella costa meridionale dell'Asia Minore (odierna Turchia), con sede dell'amministrazione provinciale Seleucia (odierna Silifke).

## Storia
Nel corso della Tarda Antichità, il porto di Seleucia era la città principale della provincia romana di Isauria e sede del comes Isauriae. Nell'VIII secolo, è attestato come comando subordinato, dapprima sotto un tourmarches e poi sotto un droungarios, del thema navale dei Cibirreoti. Intorno agli inizi del IX secolo, tuttavia, è attestato come kleisoura (un comando di frontiera fortificato) situato in mezzo ai themata bizantini dei Cibirreoti, di Anatolikon, e di Cappadocia e il mare, e confinante con i domini in Cilicia del Califfato abbaside lungo il fiume Lamos. Secondo i geografi arabi Qudama ibn Ja'far e Ibn Khordadbeh, nel IX secolo la kleisoura comprendeva Seleucia come capitale, nonché altre dieci fortezze, con 5.000 uomini, dei quali 500 erano cavalieri.
La kleisoura fu elevato al rango di thema propriamente detto nel corso del regno di Romano I Lecapeno (r. 920–944), molto probabilmente tra il 927 e il 934. Secondo il De Thematibus dell'Imperatore Costantino VII (r. 913–959), il thema fu suddiviso in due comandi, uno per l'entroterra e uno per la regione costiera.
La regione cadde per mano dei Turchi Selgiuchidi in seguito alla Battaglia di Manzikert nel 1071. All'epoca, l'entroterra montagnoso della regione era abitato predominantemente da Armeni che si erano insediati lì nel corso del X secolo. I Bizantini recuperarono la regione e rifortificarono Seleucia e Corycus nel 1099/1100, dopodiché essa divenne di nuovo la sede di un governatore militare bizantino (doux). Rimase una provincia bizantina fino a poco dopo il 1180, quando fu conquistato dal Regno armeno di Cilicia.